# Macroglossum saga
Macroglossum saga là một loài bướm đêm thuộc họ Sphingidae, chi Macroglossum.

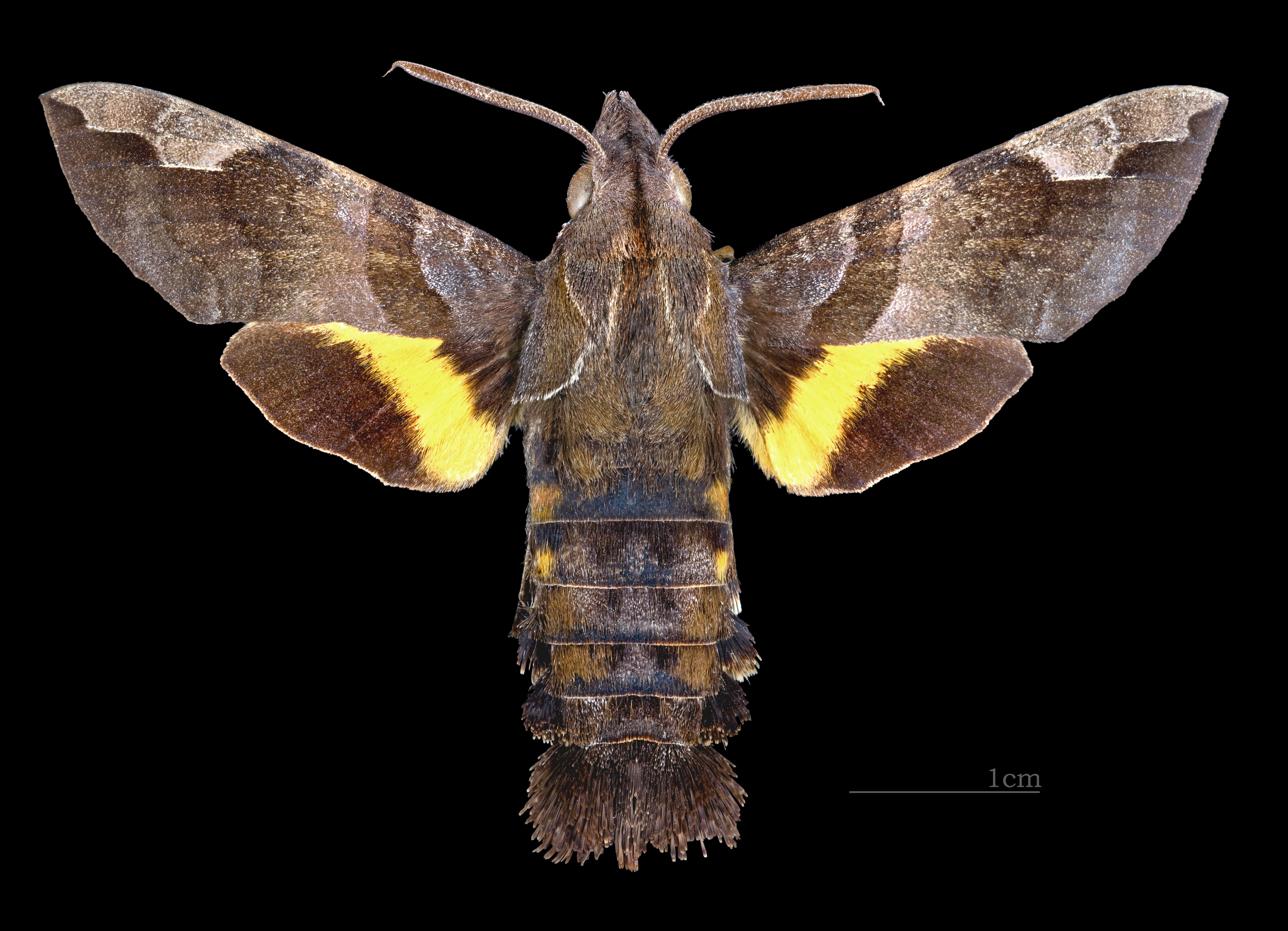
Macroglossum saga ♂
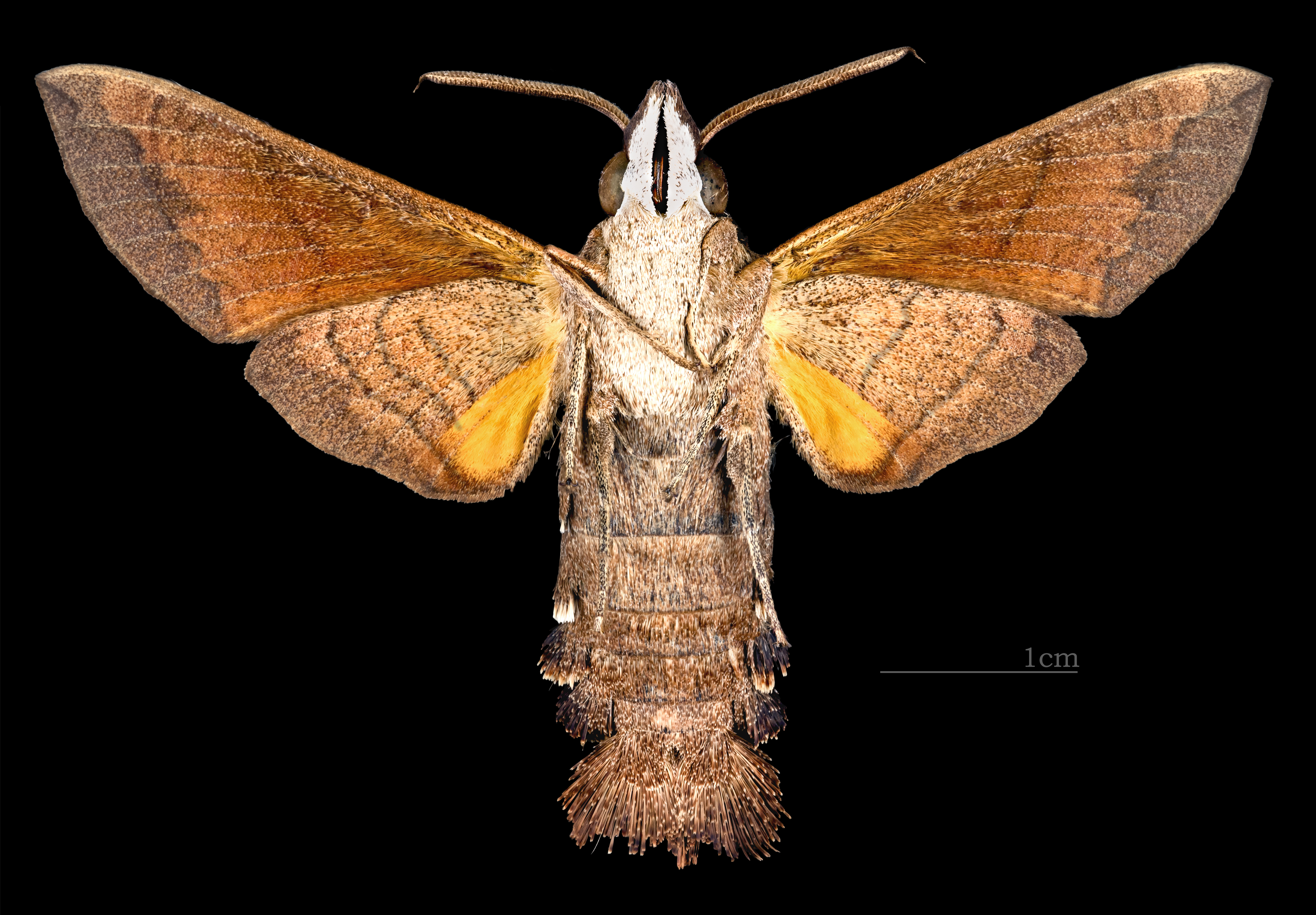
Macroglossum saga ♂   △